# カンジシジン
カンジシジン（英：Candicidin）はStreptomyces griseusから得られる抗真菌化合物である。Candida albicansを含むいくつかの真菌に対して活性がある。カンジシジンは、外陰膣カンジダ症の治療において膣内に投与される。
この生理活性化合物は、Candida albicansに対する高い活性があることから、カンジシジンと名付けられた。